# Palazzo Nunziante
Il Palazzo Nunziante è un edificio di valore storico e architettonico di Napoli, ubicato in via Domenico Morelli nel quartiere Chiaia.

## Storia e descrizione
L'imponente palazzo, commissionato nel 1855 dal generale Alessandro Nunziante all'architetto milanese Errico Alvino, affaccia su via Morelli con una facciata avente un basamento in bugnato liscio alto due piani e con una parte mediana tripartita da ordini classici; nell'articolazione della facciata sono presenti anche due portoni.
Il retro del palazzo affaccia in piazzetta Santa Maria Cappella Vecchia, un tempo cortile dell'omonima chiesa.
Sulla destra dell'androne si sale per il sontuoso scalone di rappresentanza, ornato da statue, che porta al piano nobile, dove si trova il salone delle feste affrescato da Vincenzo Paliotti (1831-1894). 
Il palazzo, inoltre, conserva una cappella privata che contiene opere di Domenico Morelli, Paolo Vetri e Antonio Busciolano e anche una tela di Paolo De Matteis sita nella piccola sacrestia (collocata in origine nella non più esistente Abbazia a Cappella Nuova).

## Altre immagini

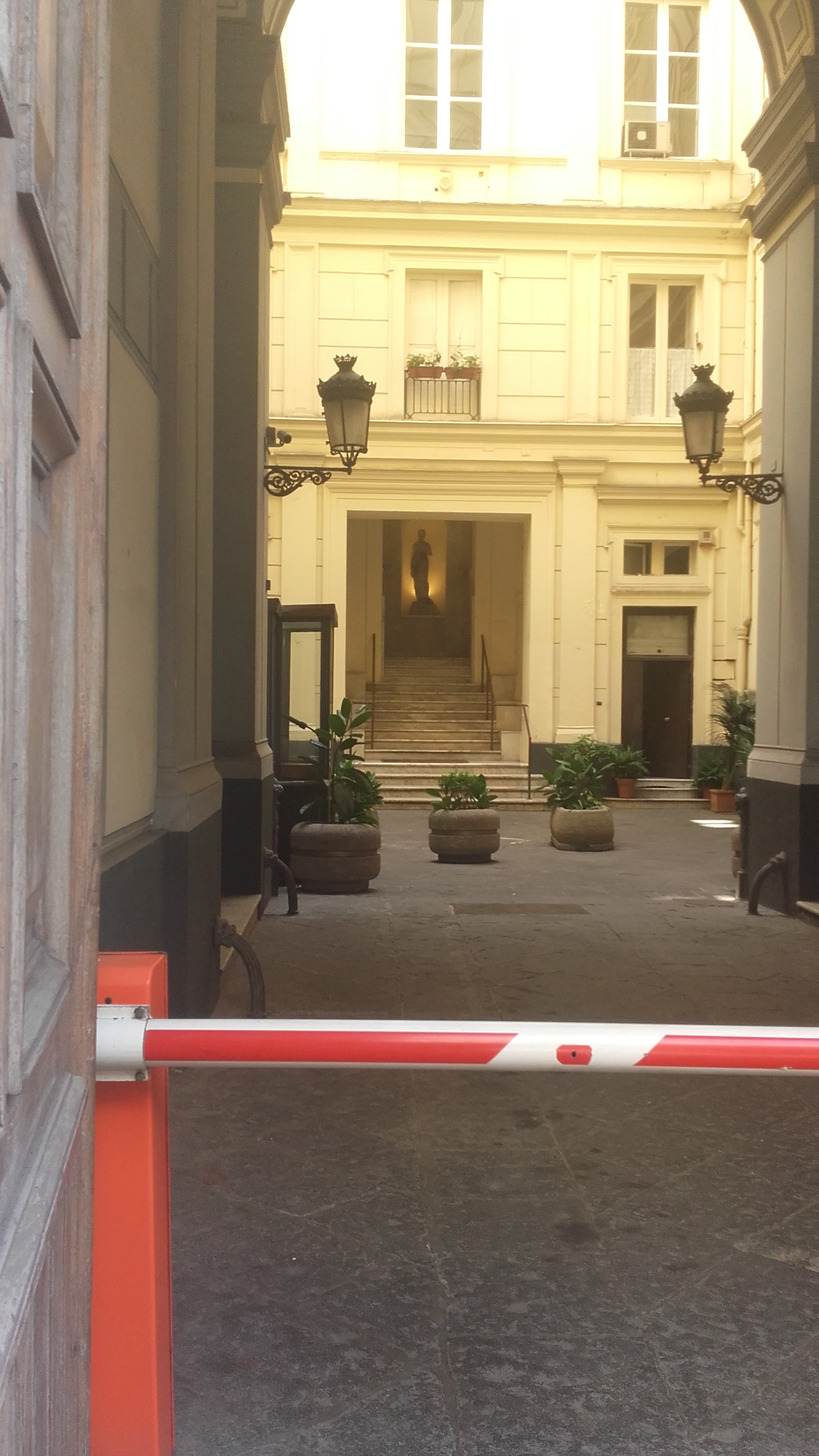
Il cortile principale
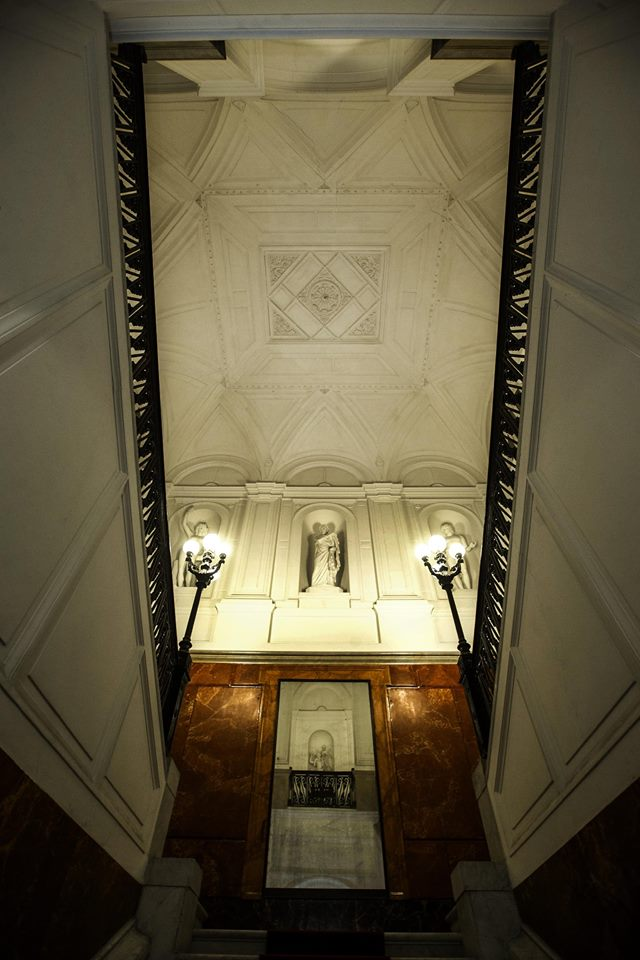
Lo scalone di rappresentanza
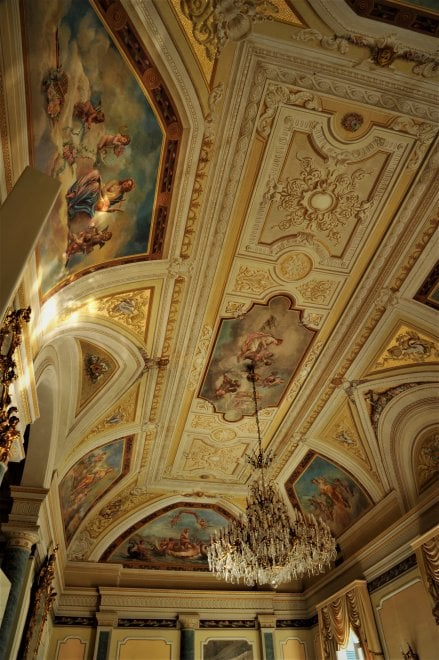
Il salone delle feste